# Wolfgang Eber
Wolfgang Eber (* 19. Juni 1939 in Hannover; † 6. November 2021) war ein deutscher Botaniker und Hochschullehrer.

## Leben
Nach der Promotion zum Dr. rer. nat. 1970 und der Habilitation an der TU Berlin 1974 wurde er Professor an der Carl von Ossietzky Universität Oldenburg in Oldenburg. 2005 trat er in den Ruhestand.

## Schriften (Auswahl)
- Über das Lichtklima von Wäldern bei Göttingen und seinen Einfluß auf die Bodenvegetation. Göttingen 1972, OCLC 9786135.
- Die Pflanzenwelt im Oldenburger Land. Oldenburg 2001, ISBN 3-89598-826-X.